# Sling

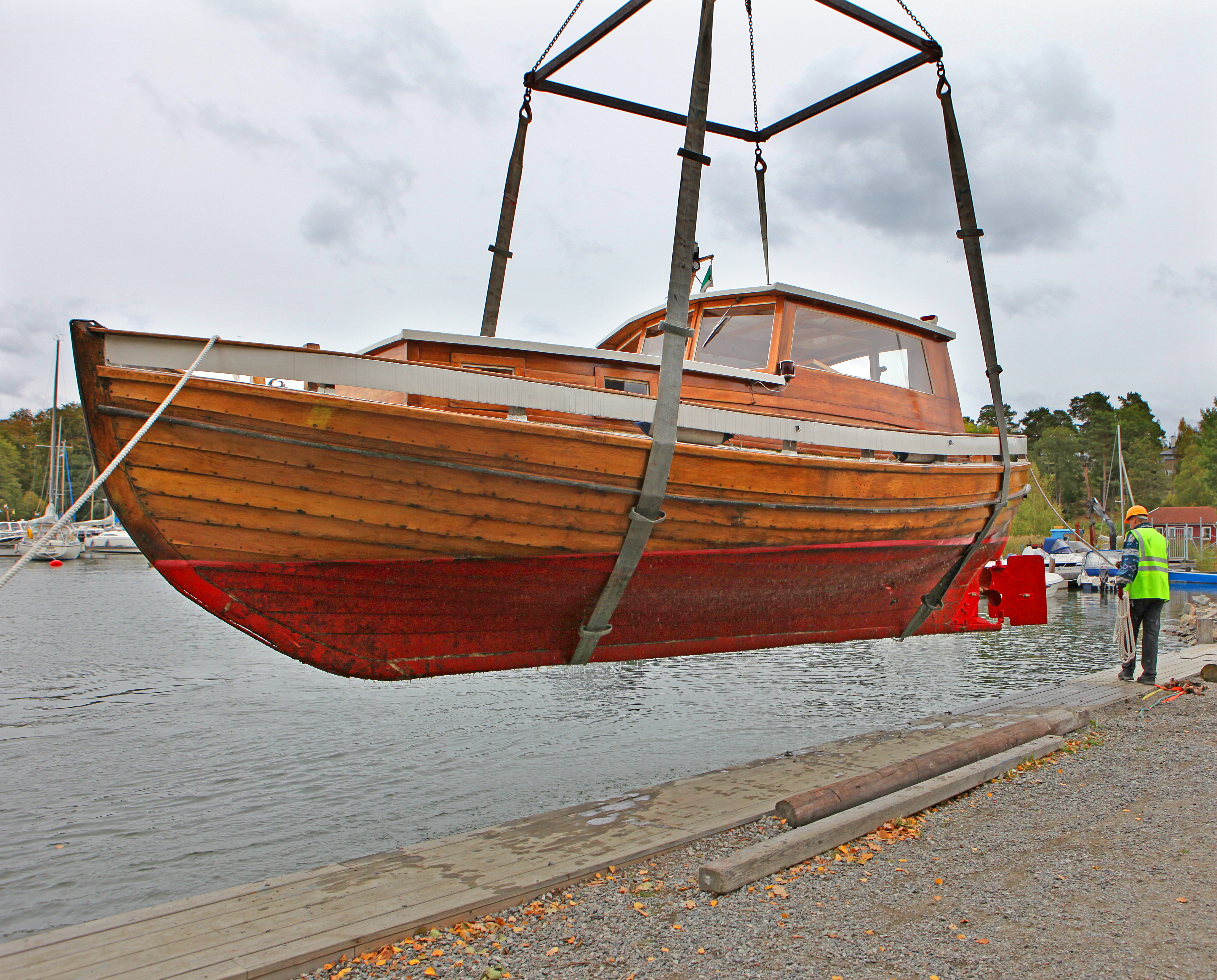
Sling runt en båt som lyfts ur vattnet.

Sling är en form av lyftstropp bestående av band eller remmar som främst används vid upptagning av båtar via lyftkran. Sling kan även användas vid lastning och lossning av diverse gods med lyftkran. Normalt läggs två sling runt båten eller godset och hängs i krankroken. Båtar har ofta märken längs med sidorna vid vattenlinjen som signalerar till kranföraren vart slingen skall placeras före lyftet.